# دونالد دوغلاس (ممثل)
دونالد دوغلاس (بالإنجليزية: Donald Douglas)‏ هو ممثل بريطاني، ولد في 3 مارس 1933 في المملكة المتحدة.

## وصلات خارجية
- دونالد دوغلاس على موقع IMDb (الإنجليزية)
- دونالد دوغلاس على موقع ميوزك برينز (الإنجليزية)
- دونالد دوغلاس على موقع قاعدة بيانات برودواي على الإنترنت (الإنجليزية)
- دونالد دوغلاس على موقع قاعدة بيانات الفيلم (الإنجليزية)